# Fridolin Gallati
Fridolin Gallati (* 17. März 1885 in Mollis; † 19. August 1987 in Burgdorf, reformiert, heimatberechtigt in Mollis) war ein Schweizer Unternehmer. 

## Leben
Fridolin Gallati wurde am 17. März 1885 in Mollis als Sohn des Webermeisters und Kaufmanns Heinrich Gallati geboren. Gallati absolvierte zunächst eine Lehre als Kaufmann in Ennenda und in der Westschweiz, bevor er sich 1908 in Burgdorf niederliess. 1911 übernahm er die Stelle des Bürochefs in der Stanniolfabrik „O. Nicola“ in Burgdorf bis zu deren Schließung 1914.
Im Jahr 1922 gründete Gallati die Fabrik unter dem Namen „Stanniolfabrik Burgdorf AG“ neu, die er von 1923 bis 1959 als Direktor leitete. Ferner gründete er 1939 die „Galban Tapetenfabrik“ in Burgdorf.
Fridolin Gallati heiratete in erster Ehe 1912 Clara, die Tochter des Wirts und Hoteliers „Zu Metzgern“ Gottfried Schütz, in zweiter Ehe 1963 Anny geborene Paroz. Er starb am 19. August 1987 fünf Monate nach Vollendung seines 102. Lebensjahres in Burgdorf.